# غويدو سالا
غويدو سالا (بالإيطالية: Guido Sala)‏ (الولادة 1928 - الوفاة 1987) كان متسابق دراجات نارية إيطالي. نافس في سباقات بطولة العالم لفئة 125 سي سي. بدأ المنافسة في بطولة العالم سنة 1952. أفضل موسم له كان موسم سنة 1954 عندما جاء في المركز السابع في بطولة العالم لفئة 125 سي سي.

## روابط خارجية
- غويدو سالا على موقع MotoGP.com (الإنجليزية)